# Coppa del Mondo juniores di slittino su pista naturale 2015
La Coppa del Mondo juniores di slittino su pista naturale 2014-15, prima edizione della manifestazione organizzata dalla Federazione Internazionale Slittino, è iniziata il 8 gennaio 2015 a Umhausen, in Austria e si concluderà il 7 febbraio 2015 a Oberperfuss, in Austria. Ha preso il posto della precedente Coppa Europa.

## Risultati
| Data            | Località            | Nazione | Specialità       | Primi classificati                     | Secondi classificati                   | Terzi classificati                    |
| --------------- | ------------------- | ------- | ---------------- | -------------------------------------- | -------------------------------------- | ------------------------------------- |
| 8 gennaio 2015  | Umhausen            | Austria | Doppio           | Armin Folie Elias Gruber Italia        | Giovanni Salvadori Manuel Gaio Italia  |                                       |
| 8 gennaio 2015  | Umhausen            | Austria | Donne – Singolo  | Alexandra Pfattner Italia              | Greta Oberrauch Italia                 | Mara Pfeifer Italia                   |
| 8 gennaio 2015  | Umhausen            | Austria | Uomini – Singolo | Thomas Unterholzer Italia              | Fabian Achenrainer Austria             | Dominik Kirchmair Austria             |
| 24 gennaio 2015 | Obdach-Winterleiten | Austria | Doppio           | Armin Folie Elias Gruber Italia        | Giovanni Salvadori Manuela Gaio Italia |                                       |
| 24 gennaio 2015 | Obdach-Winterleiten | Austria | Donne – Singolo  | Alexandra Pfattner Italia              | Greta Oberrauch Italia                 | Nadine Staffler Italia                |
| 24 gennaio 2015 | Obdach-Winterleiten | Austria | Uomini – Singolo | Thomas Unterholzer Italia              | Florian Markt Austria                  | Dominik Kirchmair Austria             |
| 30 gennaio 2015 | Latzfons            | Italia  | Doppio           | Armin Folie Elias Gruber Italia        | Giovanni Salvadori Manuel Gaio Italia  |                                       |
| 30 gennaio 2015 | Latzfons            | Italia  | Donne – Singolo  | Alexandra Pfattner Italia              | Greta Oberrauch Italia                 | Maria Auer Austria                    |
| 30 gennaio 2015 | Latzfons            | Italia  | Uomini – Singolo | Thomas Unterholzer Italia              | Dominik Profanter Italia               | Lukas Gasser Italia                   |
| 7 febbraio 2015 | Oberperfuss         | Austria | Doppio           | Alexey Martyanov Nikita Tarasov Russia | Armin Folie Elias Gruber Italia        | Giovanni Salvadori Manuel Gaio Italia |
| 7 febbraio 2015 | Oberperfuss         | Austria | Donne - Singolo  | Daria Maleeva Russia                   | Sara Bachmann Italia                   | Greta Pinggera Italia                 |
| 7 febbraio 2015 | Oberperfuss         | Austria | Uomini - Singolo | Dominik Kirchmair Austria              | Alexey Martyanov Russia                | Thomas Unterholzer Italia             |

## Classifiche

### Singolo uomini
| Pos. | Nome                     | Nazione | UMH | OBD | LAT | OBE | Totale |
| ---- | ------------------------ | ------- | --- | --- | --- | --- | ------ |
| 1    | Thomas Unterholzer       | Italia  | 1   | 1   | 1   | 3   | 370    |
| 2    | Dominik Kirchmair        | Austria | 3   | 3   | 4   | 1   | 300    |
| 3    | Lukas Gasser             | Italia  | 6   | 5   | 3   | 6   | 225    |
| 4    | Florian Markt            | Austria | 4   | 2   | 13  | 11  | 209    |
| 5    | Fabian Achenrainer       | Austria | 2   | 10  | 10  | 12  | 189    |
| 6    | Armin Folie              | Italia  | 5   | 12  | 8   | 5   | 184    |
| 7    | Florian Haselrieder      | Italia  | 10  | 4   | 5   | 13  | 181    |
| 8    | Philip Haselrieder       | Italia  | 7   | 7   | 6   | 10  | 178    |
| 9    | Laurin Jakob Kompatscher | Italia  | 8   | 6   | 12  | 8   | 166    |
| 10   | Thomas Horburger         | Austria | -   | 9   | 7   | 7   | 131    |

### Singolo donne
| Pos. | Nome                 | Nazione  | UMH | OBD | LAT | OBE | Totale |
| ---- | -------------------- | -------- | --- | --- | --- | --- | ------ |
| 1    | Alexandra Pfattner   | Italia   | 1   | 1   | 1   | 6   | 350    |
| 2    | Greta Oberrauch      | Italia   | 2   | 2   | 2   | 8   | 297    |
| 3    | Mara Pfeifer         | Italia   | 3   | 5   | 4   | 9   | 224    |
| 4    | Nadine Staffler      | Italia   | 4   | 3   | 7   | 11  | 210    |
| 5    | Andrea Kuntner       | Italia   | 5   | 6   | 9   | 15  | 170    |
| 6    | Vanessa Stadler      | Austria  | 7   | 7   | 10  | 12  | 160    |
| 7    | Daniela Mittermair   | Italia   | -   | 4   | 5   | 13  | 145    |
| 8    | Vanessa Markt        | Austria  | 8   | 8   | 12  | 16  | 141    |
| 9    | Martina Rowold       | Germania | 13  | 9   | 11  | 18  | 126    |
| 10   | Christa Unterholzner | Italia   | 6   | -   | 8   | 14  | 120    |

### Doppio
| Pos. | Nome                               | Nazione  | UMH | OBD | LAT | OBE | Totale |
| ---- | ---------------------------------- | -------- | --- | --- | --- | --- | ------ |
| 1    | Armin Folie ELias Gruber           | Italia   | 1   | 1   | 1   | 2   | 385    |
| 2    | Giovanni Salvadori Manuel Gaio     | Italia   | 2   | 2   | 2   | 3   | 325    |
| 3    | Alexey Martyanov Nikita Tarasov    | Russia   | -   | -   | -   | 1   | 100    |
| 4    | Josef Limmer Oliver Schiller       | Germania | -   | -   | -   | 4   | 60     |
| 5    | Maxi Leiner Maxi Seidl             | Germania | -   | -   | -   | 5   | 55     |
| 6    | Muhammed Dellabasi Coksun Ercoskun | Turchia  | -   | -   | -   | 6   | 50     |